# Enrique Palacios Hernández
Enrique Palacios Hernández (Melilla, 14 de juliol de 1951) és un policia i polític espanyol.
El 1980 entrà a formar part del Cos de la Policia Local. El 1982 s'afilià a AP i el 1986 formà part de la Junta Directiva del Partit Popular fins al 8 de febrer de 1997, que passà al Grup Mixt de l'Assemblea de Melilla. Des de 1998 va ocupar càrrecs institucionals del Partit Popular. El 28 de febrer de 1998 va accedir a la presidència per una moció de censura.